# Franz Welser-Möst
Franz Welser-Möst, pseudonimo di Franz Leopold Maria Möst (Linz, 16 agosto 1960), è un direttore d'orchestra austriaco.

## Biografia
A Linz, dove è nato, Franz Möst inizia a studiare violino e composizione, interessandosi però sempre più alla direzione d'orchestra. A causa di una lesione nervosa provocata da un grave incidente stradale, interrompe gli studi di violino e composizione e si concentra sulla direzione orchestrale, che studia a Monaco di Baviera dal 1980 al 1984. Aveva già debuttato come direttore nel 1982 dirigendo in Austria l'Orchestra giovanile austriaca.
Viene adottato, prima artisticamente quindi anche legalmente (sebbene i suoi genitori siano viventi), dal barone Andreas von Bennigsen di Liechtenstein, che lo pone sotto la propria ala protettrice, diventandone il manager artistico. Infatti Möst, per un certo periodo, si presenta come Franz von Bennigsen. Sarà il barone a suggerirgli di assumere il nome d'arte "Welser-Möst", in omaggio alla città di Wels dove era cresciuto. 
Dal 1986 al 1991 dirige l'Orchestra Sinfonica di Norrköping.
Dal 1990 al 1996 è stato Direttore principale della London Philharmonic Orchestra.
Dal 2010 al 2014 è stato Direttore musicale generale della Wiener Staatsoper, incarico da cui si è dimesso per divergenze artistiche con l'allora Sovrintendente Dominique Meyer. 
È Direttore Musicale dell'Orchestra di Cleveland dal 2002. 
Ha diretto il Concerto di Capodanno di Vienna nel 2011, nel 2013 e nel 2023.

## Discografia parziale
- Beethoven: Symphony No. 9 - Cleveland Orchestra & Chorus/Franz Welser-Möst, 2007 Deutsche Grammophon
- Mendelssohn - Symphonies - Franz Welser-Möst/London Philharmonic Orchestra, 1992 EMI/Warner
- Schmidt: Symphony No. 4 - Variations on a Hussar's Song - Franz Welser-Möst/London Philharmonic Orchestra, 1995 EMI/Warner
- Strauss II - Favorite Waltzes - Franz Welser-Möst/London Philharmonic Orchestra, 1999 Angel/EMI
- Strauss: Alpine Symphony - Franz Welser-Möst/Gustav Mahler Jugendorchester, 2005 EMI/Warner
- Wagner - Mottl: Wesendonck Lieder - Wagner: Preludes & Overtures - Measha Brueggergosman/Cleveland Orchestra/Franz Welser-Möst, 2010 Deutsche Grammophon
- New Year's Concert 2011 - Vienna Philharmonic Orchestra/Franz Welser-Möst, Decca
- New Year's Concert 2013 - Franz Welser-Möst/Vienna Philharmonic Orchestra, Sony
- Sommernachtskonzert 2010 - Franz Welser-Möst, Deutsche Grammophon